# 山路みほ
山路 みほ（やまじ みほ、1972年2月17日 - ）は、日本の箏曲演奏家。本名：山路 美保。Miho Yamaji
平成24年度文化庁文化交流使に指名され、ロシア国立モスクワ音楽院世界民族音楽コースで日本音楽講師を務めた。
江戸時代後期の儒学者で公共事業家の山路機谷（熊太郎）の子孫にあたり、生殖細胞とRNAバイオロジーの研究者である山路剛史は従弟である。

## 来歴
1994年に東京芸術大学を卒業後、リサイタル開催と同時に箏曲演奏家としての活動を開始する。コンサート活動以外にも、吉幾三公演（新宿コマ劇場　2000年）やNHK教育テレビ「芸能花舞台」（2003年）、NHK-FM「邦楽のひととき」にレギュラーとして出演。
2007～2008年には尺八奏者金子朋沐枝と全国ツアー（全15公演）を行う。国立文楽劇場主催「新進と花形による舞踊・邦楽鑑賞会」に出演（2017年）。諸外国においても、オーストラリア人尺八奏者アンドルー・マクレガーと2度のオーストラリアツアー（全25公演、2001～2003年）を行い、国際尺八フェスティバルinメルボルン（2002年）では、公式箏講師として招聘され箏の指導を行なう。
アメリカ・ボストン（2010年）ではフルーティスト鷲尾真奈と（4公演）、東欧ツアーではピアニスト山口友由実と共演し（2013年　全22公演、山口とは6公演）、アメリカ人ギターリスト　ピーター・ジョセフ・ジザとも共演（2023年）している。
またモスクワ音楽院では、2011年よりコンサートやリサイタルが度々開催され、2018年にはチャイコフスキーボリショイホールにてモスクワ音楽院管弦楽団と共演し箏コンチェルトのソリストを務めた。
洋楽器や民族楽器、オーケストラ・ブラスバンドとの共演はもちろんのこと、落語家４代目桂梅団治と共演するなど、ミュージカルや芝居音楽・朗読・落語の音楽プロデュースなど、邦楽の枠を超えた幅広い創作活動も繰り広げている。
演奏活動の一方で、2005年より岡山大学非常勤講師として学生に箏の指導を行う。岡山大学教授の早川倫子とは、2014年2015年には子供を対象とした和楽器ワークショップ「親子のための音のフェスティバルin岡大：見て・聴いて・さわって見つけよう！音の出るしくみ」、2021年2022年には「～親子で楽しく演奏体験in岡大～お箏に触れよう」を開催。2024年には、若者を対象とした世界で初の「おかやま国際和楽器学生フェスティバル」を開催するなど、箏講師として子供たちや若者への指導も精力的に行っている。国内の教育機関での指導の他にも、シベリウス音楽院(フィンランド)、モスクワ音楽院、サラトフ音楽院、アストラハン音楽院(ロシア)、リスト・フェレンツ音楽大学付属学校(ハンガリー)、オレゴン州立大学、ポートランド州立大学（アメリカ）、など、諸外国の教育機関でも日本音楽についての講義やワークショップやコンサートを行い、和楽器の普及や伝承にも力を注いでいる。

## 受賞歴
- 長谷検校記念第5回全国邦楽コンクール最優秀賞受賞
- 第4回国際芸術連盟（JILA）音楽コンクール邦楽部門第1位
- 第4回賢順記念全国箏曲コンクール奨励賞受賞
- 第1回琴で弾くポップスコンクールにて特別賞受賞
- 平成14年岡山芸術文化賞準グランプリ受賞
- 平成17年倉敷市文化連盟奨励賞受賞
- 第10回福武文化奨励賞受賞

## 出版物一覧

### CD録音
- 「Refrain　リフレイン」（2000年）
- 「祈詩REN-MEN」（2001年）
- 「お箏ひとりで弾く　みんなのうた‘わっ！！’」（2006年）
- 「Precious Time～かけがえのない時～」（2006年）
- 「二胡人生～20th DENSEN IN JAPAN」（2007年）
- 「玉響　たまゆら」（2009年）
- 『箏・尺八・歌による舩川利夫作品集「聲　Koe」』（2023年）

### 著作
- エッセー集「みっぽりん通信総喝っ編」（萌友出版 2006年）
- 歌集「山路壽子歌集」（萌友出版 2006年）
- 箏楽譜「お箏ひとりで弾く みんなのうた」（山路みほ編曲）（大日本家庭音楽会発行 2010年）

### 論文
- 「箏の指導に見る伝承と普及の現状と課題～諸外国との比較を通して～」（岡山大学 修士論文 2023年3月）